# Колір

Спектр видимого світла

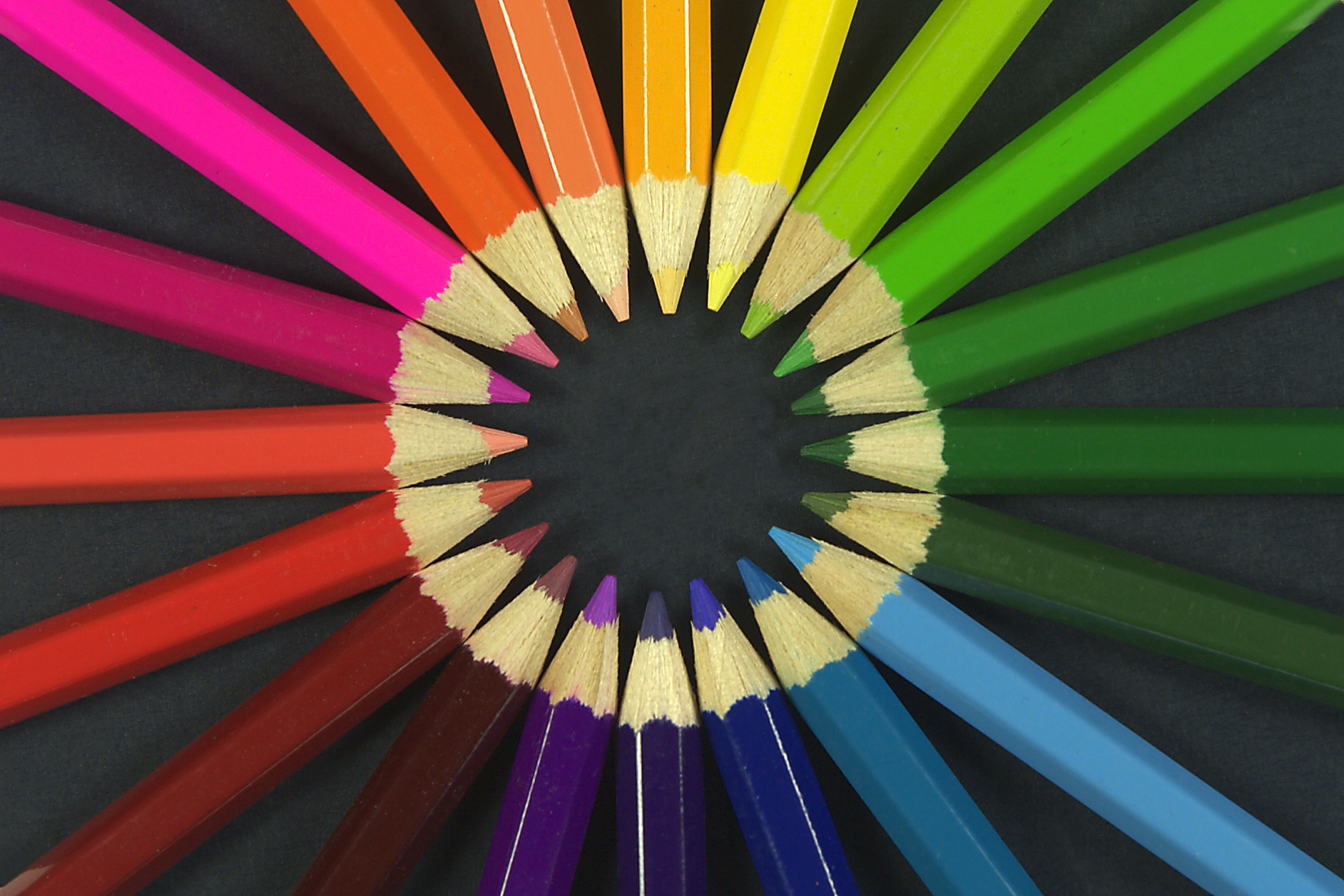
Кольорові олівці

Ко́лір (у контексті теми також ба́рва) — суб'єктивна характеристика сприйняття світлової хвилі, яка ґрунтується на здатності людського зору розрізняти електромагнітне випромінювання з довжиною хвиль у межах видимого діапазону (видимий діапазон — довжини хвиль від 380 до 760 нм). Сприйнятий колір (випромінення або об'єкта) залежить від його спектру та від психофізіологічного стану людини.
Розрізняють спектральні і неспектральні кольори (наприклад, пурпуровий або брунатний колір), а також ахроматичні кольори (білий, сірий, чорний). До хроматичних відносяться всі спектральні кольори: червоний, помаранчевий, жовтий, зелений, блакитний, синій, фіолетовий, пурпуровий зі всіма відтінками й переходами.

## Історія вивчення кольору
Феномен кольору цікавив людство здавна. Люди намагалися пояснити це явище, з'ясувати його вплив на мозок та психіку. Спроби розробити теорію кольору сягають ще часів Платона й Аристотеля. Питаннями кольористики переймалися такі вчені, як Леонардо да Вінчі, І. Ньютон, Г. Гегель. Значущість в аспекті дослідження кольору, являє трактат Й. В. Гете «Вчення про колір» (1810), у якому дослідник розкриває «чуттєво-моральну дію» кольору на людину.
Колір став предметом вивчення низки дисциплін, галузей наук та технологій: психофізики, психофізіології, психології сприйняття, оптики, анатомії ока, колориметрії, світлотехніки, теорії фотографії, поліграфії, хімії барвників тощо. Зроблений перелік знаменує практичну значущість проблематики, пов'язаної з кольором, що зростає з появою нових засобів його відтворення й нових способів використання. Колір є психологічним, емоційним, культурним чинником, і за його допомогою у мистецтві передається емоційний стан людини, її риси характеру, різні соціальні та культурні явища, а також менталітет, соціальні та культурні риси життя народу.

## Семантика кольору

Спектр на моніторі (праворуч додано неспектральний пурпуровий сегмент).
Яскравість червоного, зеленого та синього прямокутників під спектром відповідає відносній інтенсивності відчуття на кожнім з трьох незалежних типів рецепторів людського зору — колбочок

Споконвіку колір служив ритуальним, релігійним цілям. У стародавніх людей, він поєднувався з містичними силами. У християнстві основні кольори — білий, червоний, зелений — представлені в іконописі, мали символічне значення. Білий виражає чистоту і сяйво слави, червоний — символ крові мучеників, зелений означає юність, бадьорість.
Відома метамерія кольору — фізіологічно відповідне відчуття кольору, можна викликати різними наборами світлових стимулів.
Поняття «колір», має 2 сенси: воно може стосуватися як психологічного відчуття, зумовленого відбиттям світла від певного об'єкта (помаранчевий апельсин), так і бути однозначною характеристикою самих джерел світла (холодно-біле світло). Тому слід зауважити, що в тих випадках, коли ми хочемо дати колірну характеристику джерел світла, деяких назв кольору просто не існує — так, немає сірого, коричневого, бурого світла.

## Фізіологія сприйняття кольору

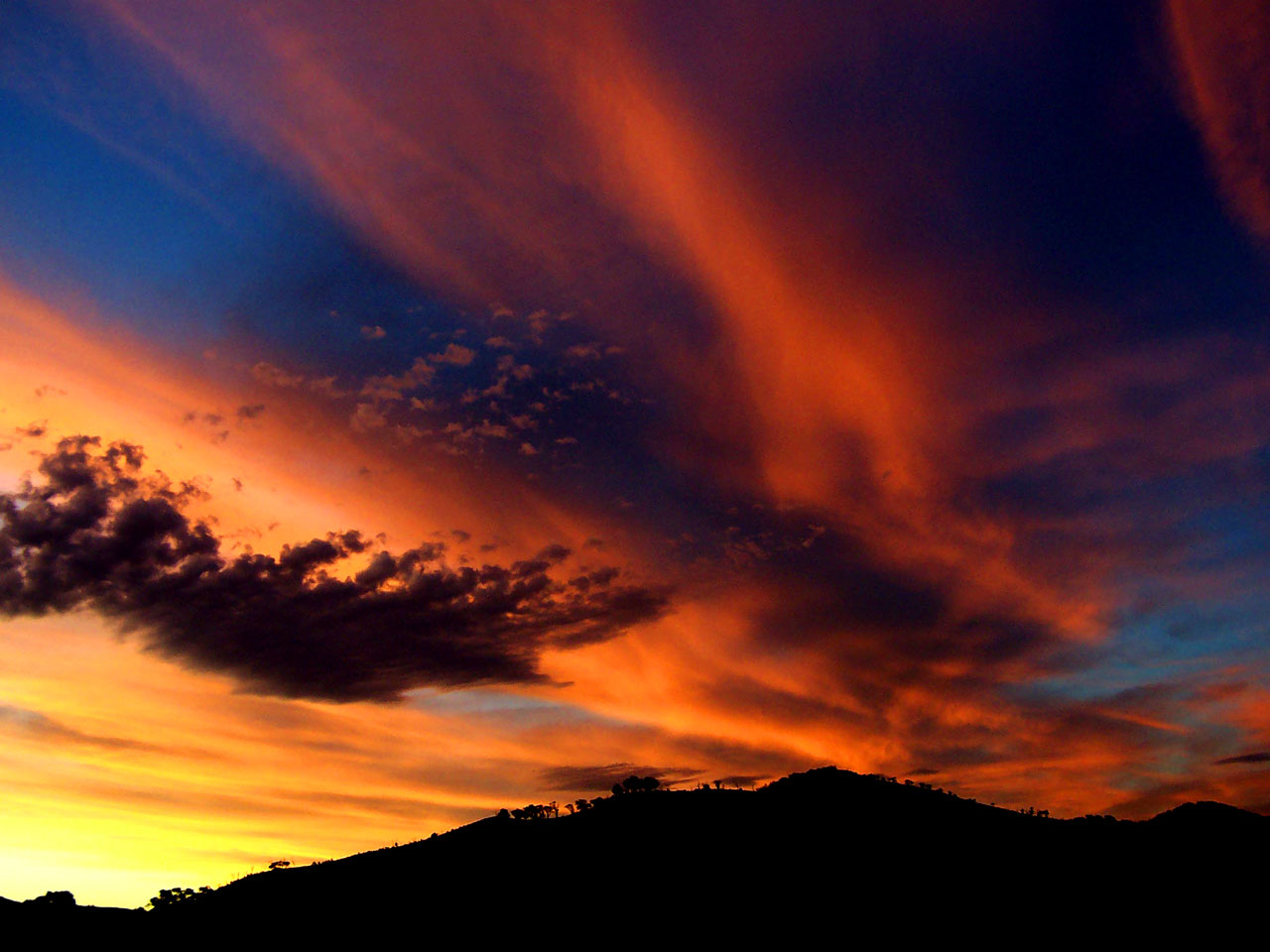
Захід сонця

Відчуття кольору виникає в мозку при збудженні і гальмуванні світлочутливих клітин — рецепторів очної сітківки людини або іншої тварини, колбочках. Вважається (хоча дотепер так ніким і не доведено), що у людей та інших приматів існує три види колбочок, що розрізняються за спектральною чутливістю — ρ (умовно «червоні»), γ (умовно «зелені») і β (умовно «сині»), відповідно. Світлочутливість колбочок невисока, тому для доброго сприйняття кольору потрібна достатня освітленість або яскравість. Найбагатші колірними рецепторами центральні частини сітківки.
Кожне колірне відчуття у людини, може бути представлено у вигляді сукупності відчуттів цих трьох кольорів (т. зв. «трикомпонентна теорія колірного зору»). Встановлено, що рептилії, птахи та деякі риби мають ширшу область відчутного оптичного випромінювання. Вони сприймають ближній ультрафіолет (300—380 нм), синю, зелену і червону частину спектра. У разі досягнення потрібної для сприйняття кольору яскравості, найчутливіші рецептори сутінкового зору — палички — автоматично вимикаються.
Психологічно суб'єктивне сприйняття кольору залежить також від яскравості, адаптації ока до фонового світла (див. колірна температура), від кольору сусідніх об'єктів, наявності дальтонізму та інших об'єктивних чинників; а також різних, ситуативних, психологічних моментів.
Діапазон сприйняття кольорів людиною може бути збільшений в лабораторних умовах. 2025 року після стимуляції ока лазером учасники експерименту змогли побачити надмірно насичений синьо-зелений колір, неможливий за природного освітлення, який отримав назву «оло».

## Спектральні і неспектральні кольори

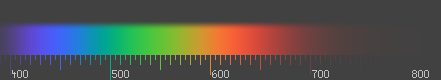

Неперервний спектр кольорів можна спостерігати на дифракційній решітці. Добрим представленням спектру, є природне явище веселки.

### «Основні» кольори
Вперше неперервний спектр на сім кольорів розбив Ісаак Ньютон. Це розбиття умовне і багато в чому випадкове. Швидше за все, Ньютон знаходився під впливом європейської нумерології і ґрунтувався на подібності з сімома нотами в октаві (також на той час було відомо лише 7 планет Сонячної системи). Опубліковані у книзі «Optics» (1704), мовою оригіналу ці кольори мали такі назви — red, orange, yellow, green, blue, indigo та violet. В українській термінології основними кольорами спектру називають червоний, оранжевий, жовтий, зелений, блакитний, синій та фіолетовий. Втім проблема відповідності кольорів в українській та англійській термінології ускладнюється тим, що сучасна англійська мова не розрізняє блакитного і синього кольорів, тож обидва позначає кольором blue.
Відповідність основних кольорів спектру, довжині електромагнітних хвиль можна представити наступною таблицею:
| Колір        | Діапазон довжин хвиль, нм | Діапазон частот, ТГц | Діапазон енергії фотонів, еВ |
| ------------ | ------------------------- | -------------------- | ---------------------------- |
| Червоний     | 625—740                   | 480—405              | 1,68—1,98                    |
| Помаранчевий | 590—625                   | 510—480              | 1,98—2,10                    |
| Жовтий       | 565—590                   | 530—510              | 2,10—2,19                    |
| Зелений      | 500—565                   | 600—530              | 2,19—2,48                    |
| Блакитний    | 485—500                   | 620—600              | 2,48—2,56                    |
| Синій        | 440—485                   | 680—620              | 2,56—2,82                    |
| Фіолетовий   | 380—440                   | 790—680              | 2,82—3,26                    |

Існували й інші спроби поділу спектру на основні кольори. Так, у XX столітті Освальд Вірт запропонував «октавну» систему (ввів 2 зелених — холодний, морський та теплий, трав'яний), але широкого розповсюдження вона не мала.

### «Додаткові» кольори

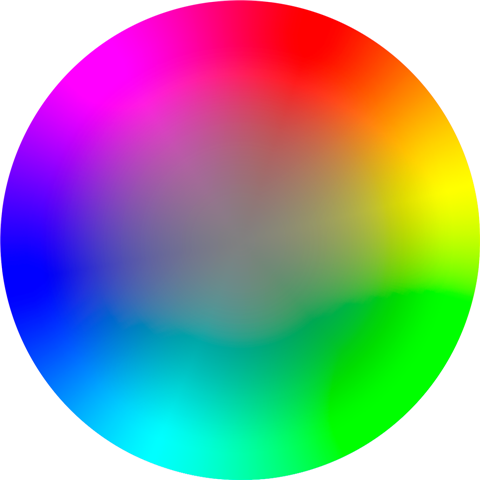
Колірне коло

Термін «додатковий колір» було введено за аналогією з «основним кольором». Було встановлено, що оптичне змішання деяких пар кольорів може давати відчуття білого кольору. Так, до тріади основних кольорів Червоний —Зелений —Синій додатковими є Блакитний —Пурпуровий —Жовтий-кольори. На колірному колі ці кольори розташовуються опозиційно, отже, кольори обох тріад чергуються. У поліграфічній практиці використовують різні набори «основних кольорів».

### Змішання спектральних кольорів
Людина спостерігає монохроматичне випромінення, у рідкісних випадках — більша частина світлового потоку, що поступає в око людини з навколишнього середовища, містить різні довжини хвиль. На відміну від акустичних коливань, які при додаванні можуть утворювати враження множинності звуків, на чому ґрунтується можливість музичного мистецтва оперувати різноманітними співзвуччями, електромагнітні коливання у разі змішання зливаються в певний єдиний колір, в якому людське око не може виділити складові. Проблема змішання кольорів вперше була поставлена І. Ньютоном, який довів, що білий колір являє собою суміш кольорів спектру, а розмаїття кольорів, що сприймаються оком не вичерпуються кольорами спектру.
Так, у спектрі відсутні такі кольори, як пурпуровий чи малиновий, що утворюються змішанням червоного і фіолетового спектральних кольорів. Змішуванням кольорів утворюються і так звані «ахроматичні» кольори — відтінки сірого і білого кольорів, а також бляклі кольори, які можна отримати змішуванням спектральних кольорів з білим кольором.

### Ахроматичні кольори
Відтінки сірого (в діапазоні білий — чорний) носять парадоксальну назву ахроматичних кольорів (від грец. α- заперечення, протиставлення + χρωμα — колір, тобто безбарвних кольорів). Найяскравішим ахроматичним кольором є білий, найтемнішим — чорний. Можна зауважити, що за граничного зниження насиченості, розрізнення тону (відношення до певного кольору спектру) відтінку стає неможливим.
|  |  |  |  |  |  |

## Вимірювання кольору

Система CIE XYZ. Зовнішні криві лінії кордону — геометричне місце точок, що представляють кольори безперервного спектру

Відкриття колірного спектру і неспектральних кольорів, уможливило представлення усього багатоманіття кольорів, певною сумішшю основних кольорів. Німецький математик Герман Грассман встановив, що при дотриманні певних умов будь-який колір можна представити як сукупність трьох лінійно незалежних кольорів. Наука, що вивчає властивості кольорів отримала назву колориметрія.
В Англії основними кольорами довго вважали червоний, жовтий і синій, лише 1860 року Максвелл запровадив адитивну систему RGB (червоний, зелений, синій). 1931 року асоціація CIE (фр. Commission Internationale de l'Eclairage) прийняла стандартну модель «універсального колірного простору», що отримала назву XYZ, або «нормальної колірної системи». Підґрунтям для прийняття цієї системи стали численні експерименти з великою кількістю людей.
Ця система наразі домінує в системах відтворення кольорів для моніторів і телевізорів як така, яку легко забезпечити трьома потоками світла. 1951 року Енді Мюллер запропонував субтрактивну систему CMYK (Синьо-зелений, пурпуровий, жовтий, чорний), яка мала переваги у поліграфії та кольоровій фотографії, і тому швидко «прижилася».

## Характеристики кольору
Кожний колір має кількісно вимірювані фізичні характеристики (спектральний склад, яскравість):

### Яскравість
Однаково насичені відтінки, що відносяться до одного й того ж кольору спектру, можуть відрізнятися один від одного ступенем яскравості. Наприклад, при зменшенні яскравості синій колір поступово наближається до чорного.
|  |  |  |  |  |  |

Будь-який колір за крайнього зниження яскравості, стає чорним.
Слід зазначити, що яскравість, як і інші колірні характеристики реального забарвленого об'єкта, суттєво залежать від суб'єктивних причин, обумовлених психологією сприйняття. Так, наприклад синій колір при сусідстві з жовтим здається яскравішим.

### Насиченість
Два відтінки одного тону можуть розрізнятися ступенем насиченості. Наприклад, при зменшенні насиченості синій колір наближається до сірого.
|  |  |  |  |  |  |

### Ясність (світлість)
Ступінь близькості кольору до білого, називають ясністю (або світлістю).
|  |  |  |  |  |  |

Будь-який відтінок за найбільшого підвищення ясності, стає білим.

### Колірний тон
Будь-який хроматичний колір може бути віднесеним до певного спектрального кольору. Відтінки, що схожі з одним і тим самим кольором спектру (але розрізняються, наприклад, насиченістю і яскравістю), належать до одного і того ж тону. При зміні тону, наприклад, синього кольору в зеленому напрямку спектру він змінюється на блакитний, в зворотному — на фіолетовий.
|  |  |  |  |  |  |

Іноді колірні тони поділяють на теплі (червоний, помаранчевий, жовтий — відповідають відчуттю вогню) й холодні (блакитний, синій, фіолетовий — асоціюються із кригою та водою).

## Застосування кольору

### У промисловості та дизайні
Колір широко застосовують, як засіб для керування увагою людини.
Деякі поєднання кольорів вважають привабливішими (наприклад, синій + жовтий), інші — менш (наприклад, червоний + зелений). Психологія сприйняття кольору пояснює, чому ті чи інші сполучення здатні дуже впливати на сприйняття та емоційний стан людини.

#### Колір в цифрових технологіях
У цифрових технологіях, як і в аналоговому телебаченні, застосовують RGB-системи. При цьому кожен компонент кольору представляється за допомогою цілих чисел у межах деякого діапазону, як правило, від 0 до степеня числа 2 мінус один (2 N — 1), що відповідає найбільш можливій кількості значень, яка може бути закодована певною кількістю бітів.
Найбільше поширення отримала технологія «truecolor», що передбачає 24-бітне кодування кольору. Інтенсивність кожного компоненту в цій системі кодується за допомогою 8 бітів і, таким чином, може приймати 256 значень — від 0 до 255. Загалом же «truecolor» дозволяє представити 16 777 216 (тобто 224) кольорів для кожного пікселя, що вважається достатнім для реалістичного зображення кольору.

#### Колір в HTML та CSS
Мова розмітки вебсторінок HTML передбачає два різновиди представлення кольору:
1. У вигляді рядку, що починається з символу «#» (U+0023) і включає також три пари шістнадцяткових цифр, які відповідають окремо за червоний, зелений і синій кольори. Наприклад, #0000FF — синій колір.
2. За допомогою ключових слів англійською мовою, наприклад green, black, при цьому слід мати на увазі, що браузери підтримують лише обмежену кількість таких слів, а також слово transparent (прозорий).

Застосування кольорів безпосередньо у HTML- коді є застарілим підходом і є небажаним. Тому радять використання каскадних таблиць стилів CSS. В них кольори позначаються наступними способами:
1. подібно до HTML, за допомогою шістнадцяткових цифр зі знаком #;
2. аналогічно до HTML, за допомогою ключових слів;
3. у вигляді rgb(*,*,*), де «*» — десяткові числа від 0 до 255, що позначають кількість відповідної колірної компоненти RGB (червона, зелена, синя);
4. у вигляді rgb(*%, *%, *%), де «*%» — процентне значення відповідної колірної компоненти;
5. у вигляді rgba(*,*,*, x) або rgba(*%, *%, *%, x), де x — значення непрозорості (alpha) від 0 до 1, відповідно до моделі RGBA.
6. у вигляді hsl(*,*,*), hsl(*%, *%, *%), hsla(*,*,*, x) або hsla(*%, *%, *%, x) аналогічно до попередніх способів, але у колірній моделі HSL (тон, насиченість, яскравість).

### У літературі, мистецтві
Призначення кольорів міняється залежно від роду мистецтв. Завдання кольору у малярстві й художній літературі принципово різні. У живописному творі колір є носієм образотворчих якостей, завдяки світлотіні і кольору, людина зримо сприймає об'ємну форму, матеріал і просторове розміщення предметів, віддзеркалюючи в свідомості їх окремішні особливості. А в художньому — колір створює враження достовірності, зримості об'єкту. За допомогою барв, автор виражає своє відношення до подій, персонажів, колір може розкривати глибину сюжету і служити ключем до розуміння підтексту. Тобто, — як зазначає В.Кухаренко, — функції колірної деталі в тексті, є тотожними функціям художньої деталі як особливого стилістичного прийому: образотворчі, характеротворчі, уточнювальні.